# Siete metales
La expresión siete metales se refiere a los metales conocidos, y reconocidos como tales, desde la Antigüedad hasta el Renacimiento. Los astrólogos de la antigüedad los relacionaron con los «siete planetas» (el Sol, la Luna y los cinco planetas observables a simple vista), ellos mismos asociados con los dioses del panteón grecorromano.
La historia de los procesos de extracción de los metales comienza 6000 años AP. En el Medio Oriente, seis fueron los metales utilizados durante la prehistoria y la antigüedad: el oro, la plata, el cobre, el estaño, el plomo y el hierro. El oro y la plata eran demasiado blandos para ser usados aparte de las joyas. El cobre podía endurecerse martillándolo, pero fue el descubrimiento de la aleación del cobre y del estaño, el bronce, lo que hizo posible la fabricación de herramientas. El plomo, fácil de trabajar, se utilizó para fabricar recipientes y canalizaciones de agua bajo el Imperio romano. El dominio del hierro fue tan importante que marcó la transición de la Edad del Bronce a la Edad del Hierro alrededor del año 1000 a. C..
El primer metal de la época histórica fue el mercurio. Fue utilizado en forma de amalgamas en el siglo III a. C..
Estos siete metales de la antigüedad aparecieron alrededor de los siguientes períodos (según Cramb):
- Oro – 6000 a. C.
- Cobre – 4200 a. C.

- Plata –  4000 a. C.

- Plomo – 3500 a. C.
- Estaño – 1750 a. C.
- Hierro (fusión) – 1500 a. C.
- Mercurio – 750 a. C.

Estos metales eran conocidos por los mesopotámicos, egipcios, griegos y romanos de la antigüedad.
Desde el descubrimiento de los primeros metales, el oro y el cobre, hasta finales del siglo XVII, solo se descubrieron doce metales. Cuatro de ellos —arsénico, antimonio, zinc y bismuto— fueron descubiertos en los siglos XIII y XIV. El duodécimo metal descubierto fue el platino en el siglo XVI. Actualmente, se conocen 82.

## Correspondencias entre los planetas y los metales

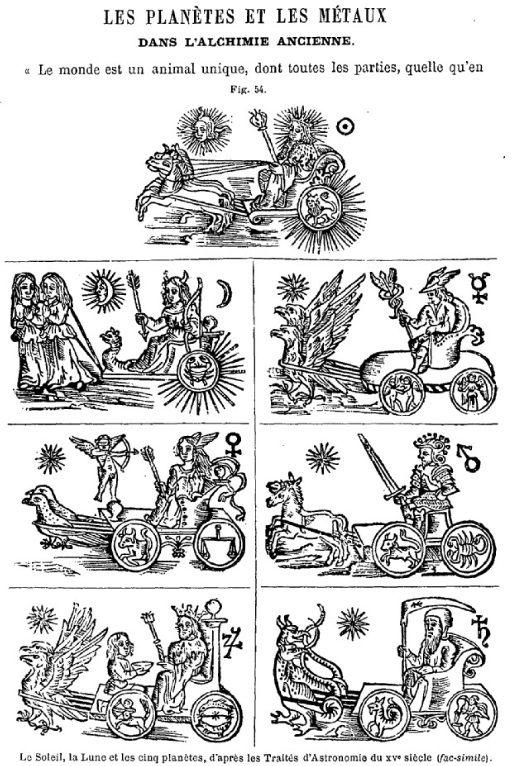
Correspondencia entre los siete planetas y los siete metales (L'astronomie, 1887, Camille Flammarion (1842-1925)

El químico e historiador francés Berthelot suponía que se debía de rastrear el parentesco místico entre los planetas y los metales hasta los babilonios. La cifra «siete» apareció en relación con la observación de las fases de la Luna: es aproximadamente el cuarto de la revolución de este astro. Para un pueblo de pastores y granjeros, era fácil detectar el paso de los días observando las fases de la Luna. Por lo tanto, los caldeos ritmaron su trabajo durante un período de siete días, la semana, sincronizados según un «cuarto» de luna. Y como en el cielo, se podían observar siete astros errantes, asignaban a cada día de la semana un astro.
En los siglos siguientes, para explicar las propiedades de los metales, los filósofos y astrólogos grecorromanos los asociaron con los astros: el oro es amarillo como el Sol; la plata, blanca como la Luna; el hierro utilizado para fabricar armas estaba asociado con Marte, el dios de la guerra; el cobre era de la isla de Chipre (gr. kupros Κύπρος),  la patria de Venus/Afrodita; el plomo, pesado, opaco y el menos estimado, estaba asociado con Saturno, el planeta más distante; etc. Pitágoras consideraba que el número siete era único, ya que es la suma del número de lados de dos figuras geométricas básicas, el triángulo y el cuadrado.
La relación entre el Sol y el oro es mencionada por el poeta griego Píndaro (518-438 a. C.). Esta relación, así como la influencia de los astros en la producción de los metales, se encuentra expuesta en el comentario de Proclus del Timeo de Platón (428-348 a. C.): 

El Oro natural, la plata, cada uno de los metales, como las otras sustancias, son engendradas en la tierra bajo la influencia de las deidades celestes y de sus efluvios. El Sol produce el oro, la Luna la plata, Saturno el plomo y Marte el hierro
L’or naturel, l’argent, chacun des métaux, comme les autres substances, sont engendrés dans la terre sous l’influence des divinités célestes et de leurs effluves. Le Soleil produit l’or, la Lune l’argent, Saturne le plomb et Mars le fer.
Les Planètes et les Métaux dans l'Alchimie Ancienne (1887), Marcellin Berthelot

Después de algunas variaciones (ver más abajo), estas correspondencias metal-planeta se establecerán después del siglo XII:
- oro –Sol
- plata – Luna
- mercurio – Mercurio
- cobre – Venus
- hierro – Marte
- estaño – Júpiter
- plomo – Saturno[Nota 2]

Estos términos serán usados en alquimia y química hasta la ruptura terminológica radical operada por Guyton de Morveau, Lavoisier (y colaboradores) mediante la publicación en 1787 de su nuevo Méthode de nomenclature chimique.
A finales del siglo XVII, el químico Nicolas Lémery, como otros químicos, usaba comúnmente los términos vitriol de Lune para el nitrato de plata, sel de Jupiter para el acetato de estaño, sel de Saturne para el acetato de plomo, vitriol de Vénus para el nitrato de cobre, safran de Mars apéritif para el óxido férrico y Mercurio para vif-argen(cf. Cours de chymie).

## La metalurgia en la antigüedad
Los siete metales conocidos en la antigüedad fueron el oro (utilizado desde 6000 a. C.), el cobre (4200 a. C.), la plata (4000 a. C.), el plomo (-3500), el estaño (1750 a. C.), el hierro (1500 a. C.) y el mercurio (750 a. C.).
Estos metales fueron conocidos por las civilizaciones antiguas: los mesopotámicos, los egipcios, los griegos y los romanos.

### El oro

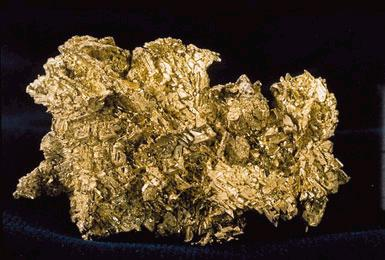
Una pepita de oro

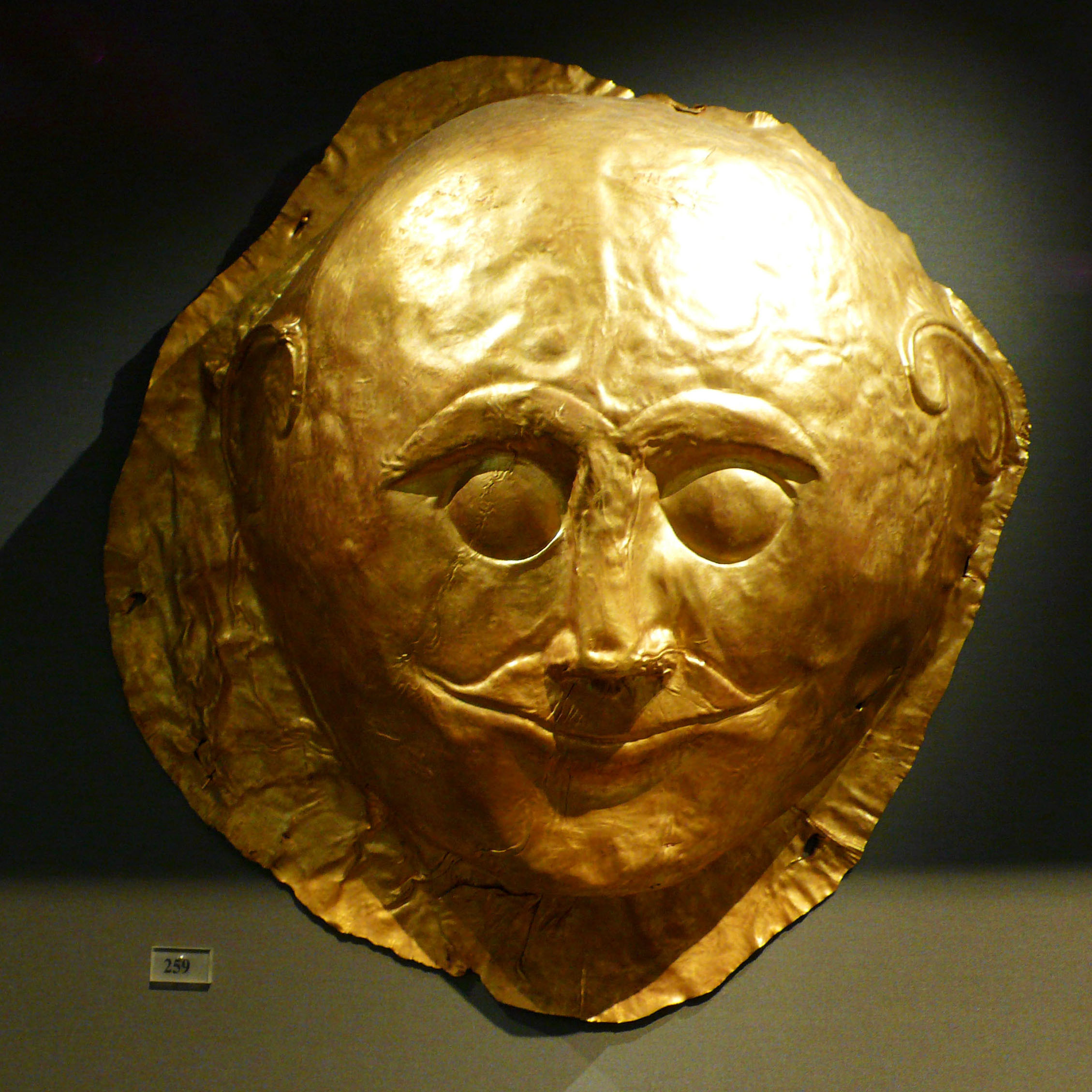
Mascara de oro de Micenas, arte funerario en oro nativo a. C.

El oro se encuentra en su estado nativo, ya sea en filones o en los ríos en forma de pepitas (que resultan de la erosión de los filones). A menudo está presente en forma de una aleación con plata, llamada por los antiguos electrum.
Mucho antes de ser utilizado como un medio de atesoramiento y/o de patrón de masa (barra, lingote) o monetario (monedas en el Egipto antiguo del III milenio a. C. o Grecia de la era clásica), el oro nativo se utilizó en objetos habituales o rituales (vajillas, herramientas, máscaras, estatua, joyas), guardado o mostrado en forma de joyas o collar/pulsera. El oro de Nubia —ca. 2700 a. C.— justificó la conquista territorial de esa «tierra de oro (nub)» por las potencias egipcias, que ya llevaban practicando la acuñación de monedas de oro durante unos 700 años, es decir, desde ca. 3400 a. C..
Los aurieras son las minas de oro antiguas o posiblemente sus restos terrestres. El mundo galo poseía excelentes técnicas que asombraron al mundo romano. Incluso después de la conquista romana, las élites no podían entender o explicar las múltiples capacidades de producción rural de ese metal.
El mundo greco-latino ha dejado un extenso vocabulario sobre este hermoso metal solar, comenzando con aurifabria(orfebrería),  aurum filatum (oro hilado en hilo de oro), aurum ductile (oro dúctil estirado en hilo), aurum tractile ( oro estirado), aurotextilis (tela de oro, tejidos de oro), aurifrigia (franja dorada), aurum argento (aleación Au-Ag) ...

### El cobre

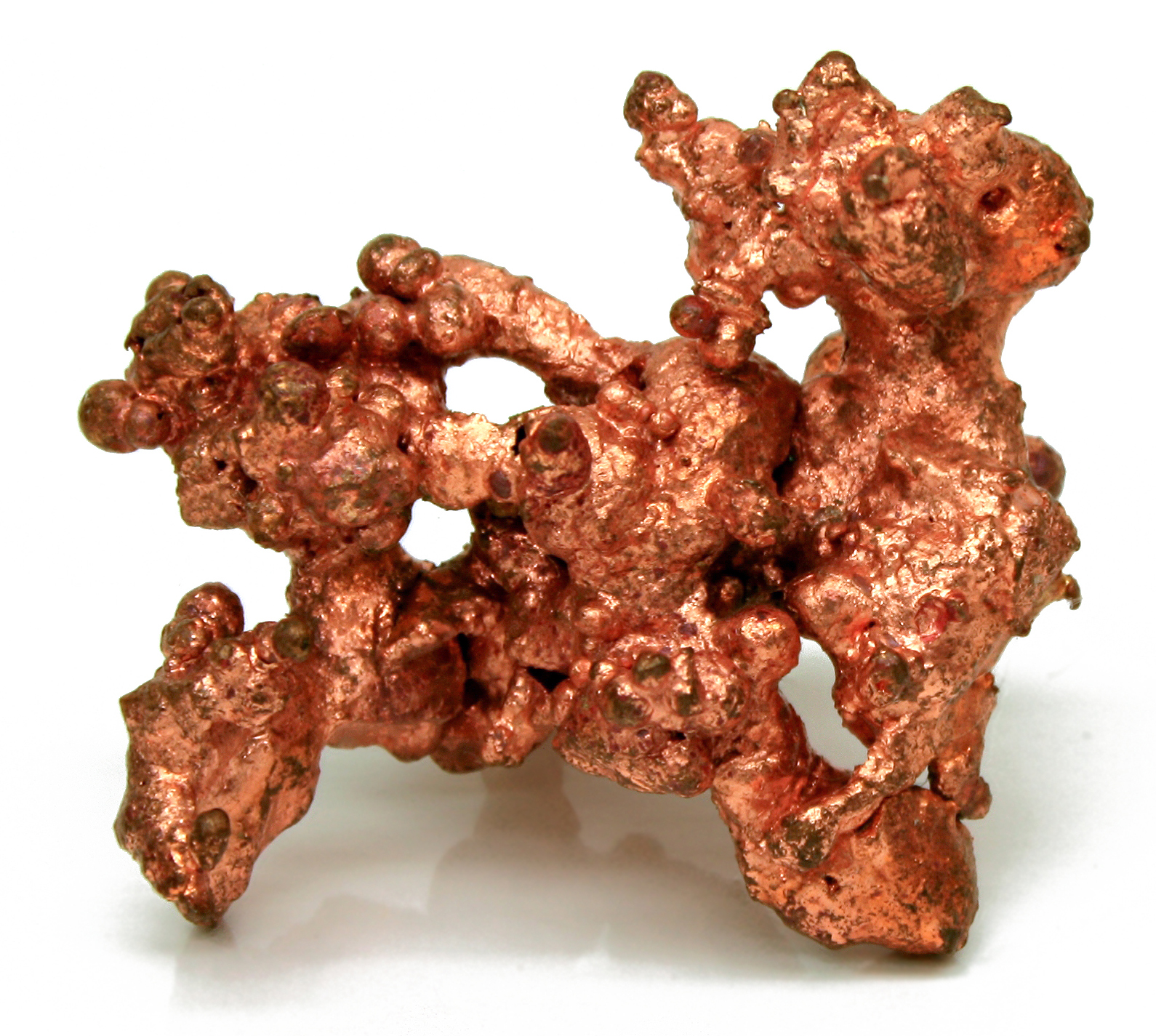
Cobre nativo

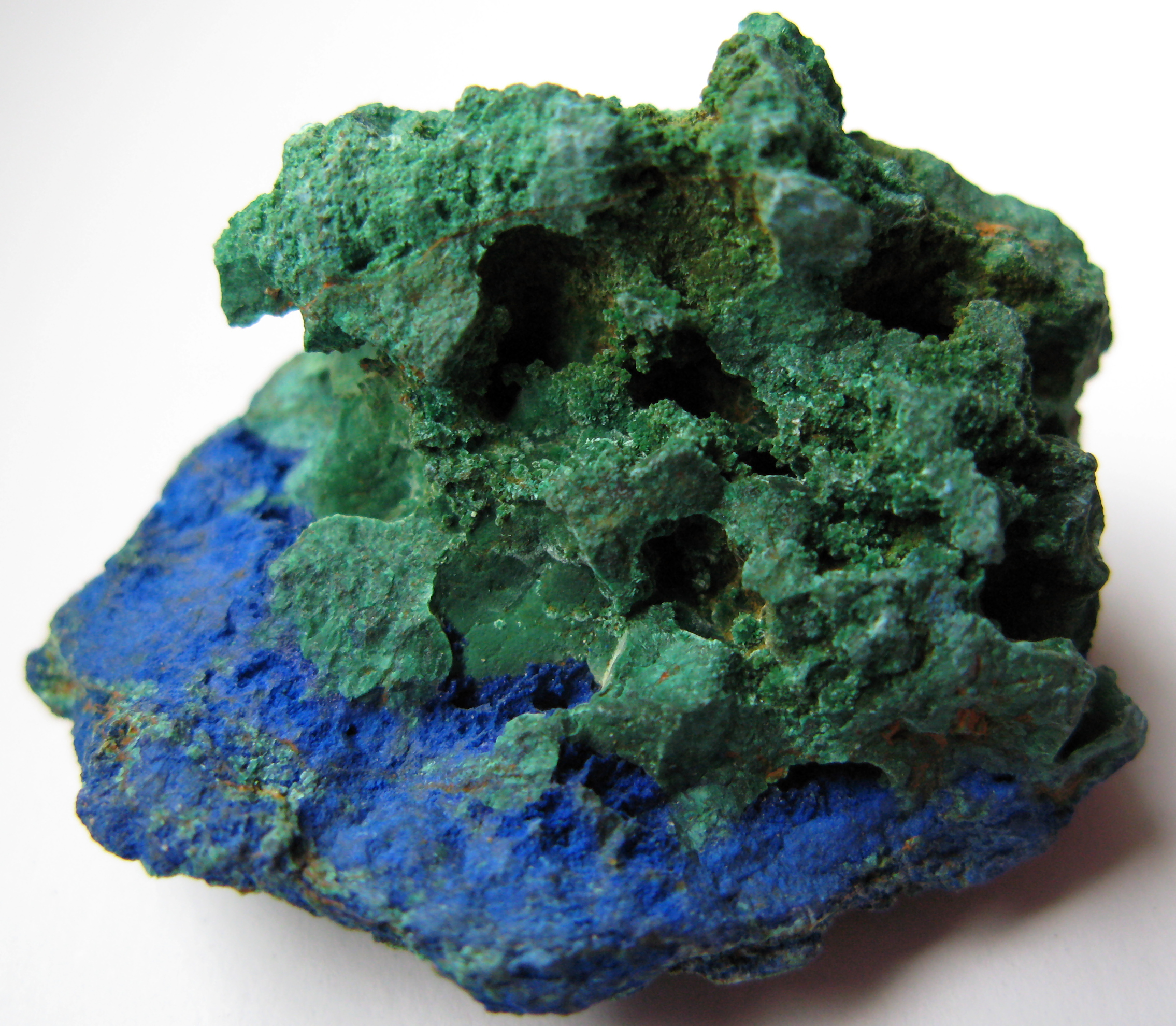
Malaquita y azurita

El cobre nativo se encuentra a veces en masas muy grandes, este mineral de la categoría de los elementos nativos, aunque es raro, se usó para herramientas desde 4200 a. C.. El martilleo del cobre lo hacía quebradizo y la solución fue recocerlo. Los primeros objetos de cobre fundido que se conocen datan de 3600 a. C. en Egipto. El primer mineral utilizado fue la malaquita, una roca verde friable. Dado que la temperatura requerida para la reacción de reducción es de 800 °C , es probable que eso se descubriera en los hornos de alfarero en lugar de en las fogatas.
En Europa occidental, la edad de cobre o calcolítico designa el período 2000 /1800 a. C..

### El plomo

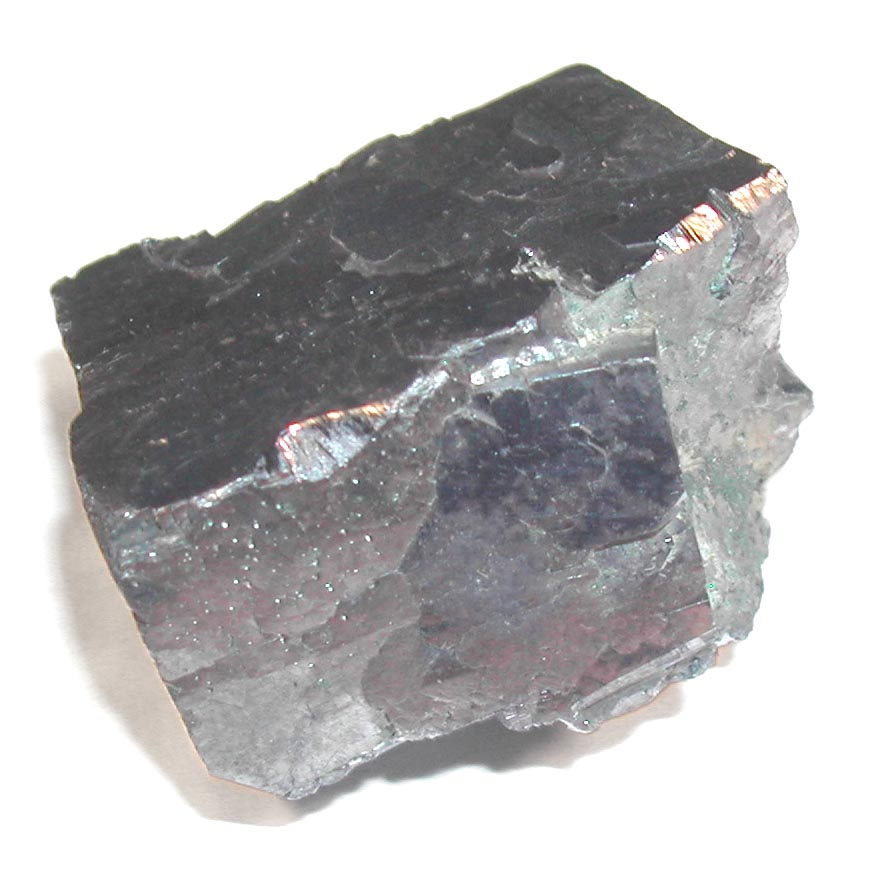
Galena

El plomo nativo existe en la naturaleza, pero es muy raro; la galena (sulfuro de plomo, PbS ), que tiene una apariencia metálica, es abundante y fue utilizada como maquillaje por los egipcios. El punto de fusión del plomo es de 327 °C y, por lo tanto, se puede alcanzar con una simple fogata. Los primeros usos se remontan a 3500 a. C.. Demasiado dúctil como para usarse como herramienta, se usaba para recipientes y conductos.

### La plata

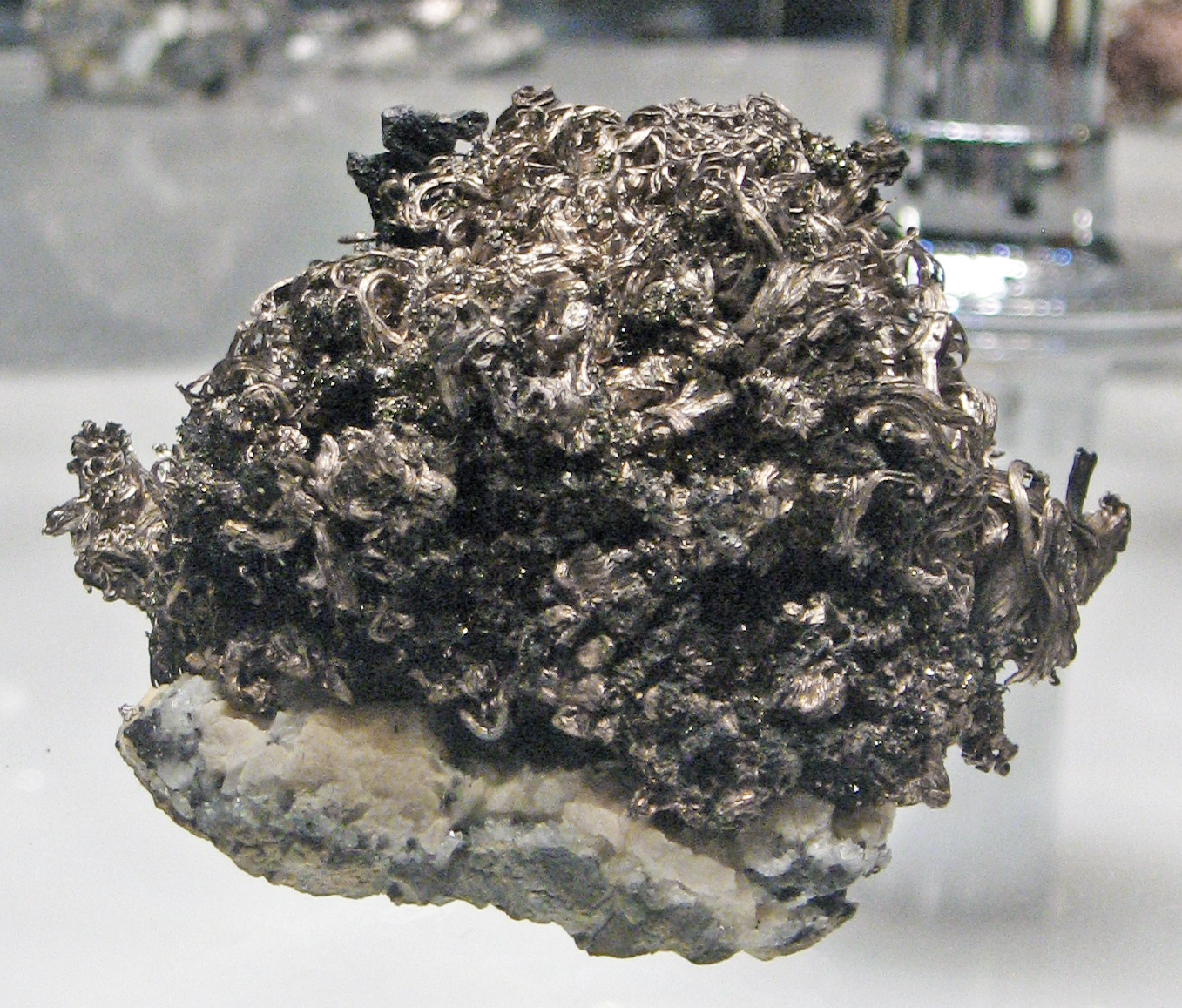
Plata nativa de la República Checa

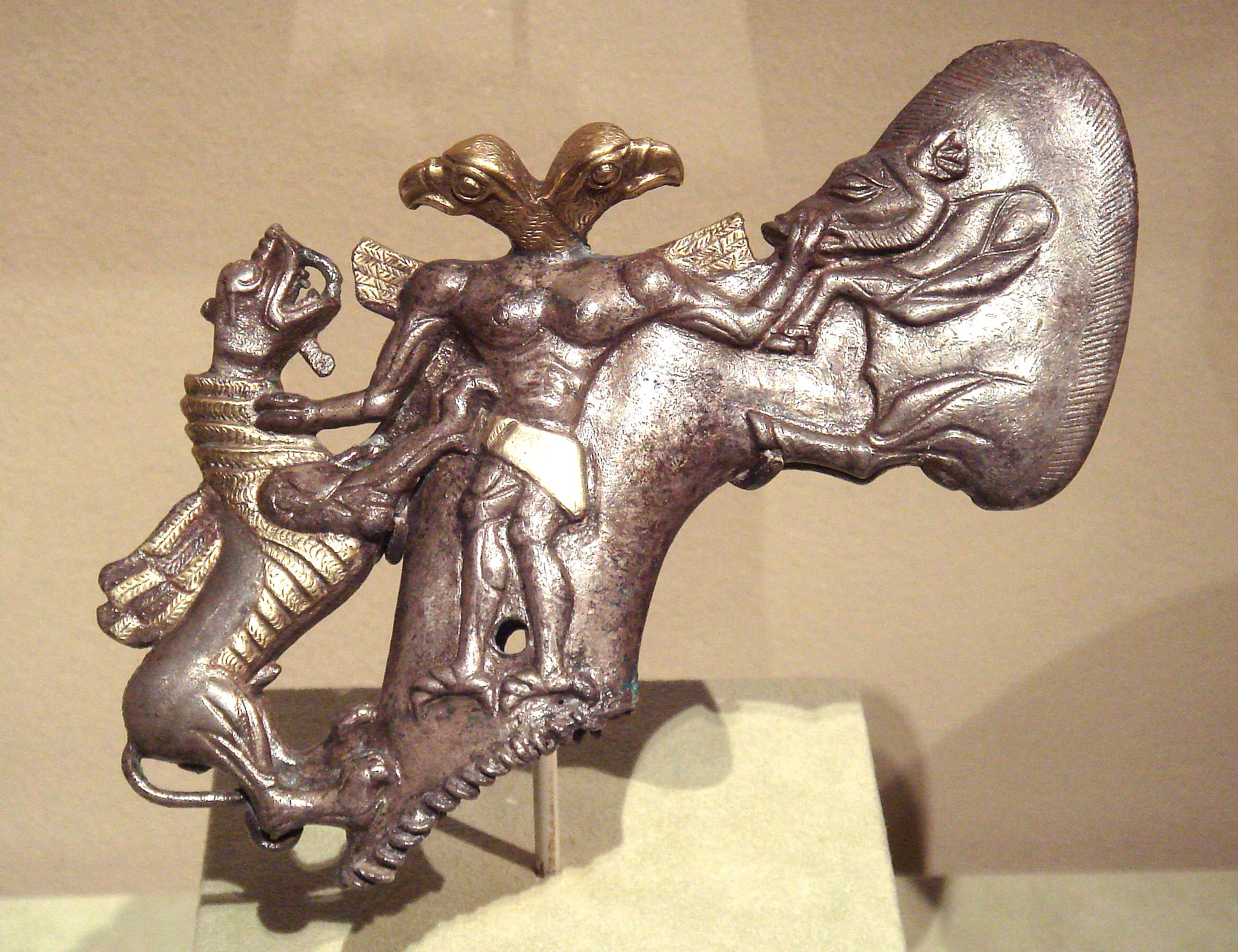
Hacha ceremonial en el norte de Afganistán, Bactria, fin III milenio a. C.- principios del I milenio a. C. Plata y dorado.

La plata existe en estado nativo, se llama plata nativa, y está excepcionalmente presente en una masa importante (es el metal noble más activo químicamente). La plata es más dura que el oro, pero menos que el cobre. Se utiliza principalmente para joyas y monedas. La galena contiene una pequeña cantidad de plata, y su plata se puede extraer por calcinación y oxidación del plomo: es la copelación. La plata nativa fue  una fuente de metal de plata, por lo que tenía un verdadero interés comercial. Actualmente, la plata es solo el subproducto de la refinación de los minerales Pb, Cu y Zn.
Los ornamentos de plata eran ya comunes en las tumbas hace 6000 años. Las primeras minas conocidas en Capadocia y en Anatolia también datan de alrededor de 4000 a. C. en tiempos pre-hititas. Se atestiguan varias joyas, ancestros de sortijas preciosas egipcios con incrustaciones de piedras preciosas. La plata es perfectamente trabajada con martilleado refinado por los artesanos aztecas, colgantes diseñados para soportarla.
Después del oro, la acuñación de plata en monedas redondas se extiende y generalizó en el mundo mediterráneo y sus alrededores después del año 550 a. C.. Fue un metal patrón monetario durante casi tres milenios. Por lo tanto, el marco o marco de plata fina de doce denarios, el denario formado por doce granos, eran a la vez pesos (expresados en libras que corresponden al origen de la libra monetaria de plata) y títulos, por lo tanto, en la práctica las unidades básicas de medida, de este metal monetario. Si el denario de plata fue emblemático de la historia del dinero de plata del Imperio romano y de los (pequeños) principados medievales, hay una gran cantidad de monedas antiguas hechas de plata, comenzando con la piastra y el real, el tálero/dólar, el kreuzer, el akçe y el rixdale, el gros, el gros de Tours o gros praguense y el teston, el sceat, el miliarense o el  siliqua, el antoniniano, el sestercio y el Quinario romanos, el dracma griego o estatero, el siclo persa se convirtió en shekel en hebreo ...
La platería antigua, elaborada por el platero, consistían en aplicar sobre una superficie metálica u otra, una lámina delgada o película de plata. El auge de la electroquímica ha cambiado esa profesión.

### El estaño

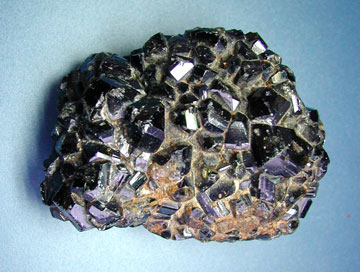
Casiterita

El estaño nativo existe en la naturaleza, pero es raro. Y raramente se usaba solo, pero si en forma de aleación con el cobre: el bronce. El cobre obtenido por fusión rara vez era puro. Con ciertos minerales se obtenía bronce que era más duro y fácil de trabajar, u por lo tanto, más útil para hacer herramientas y armas. Los primeros hallados están datados en 2500 a. C., pero los minerales de estaño siguen siendo raros, y la concentración de estaño es baja hasta alrededor de 2000/1800 a. C.. El principal mineral utilizado fue la casiterita. Alrededor de 1400 a. C., era la aleación de metal principal utilizada (Edad de Bronce).

### El mercurio

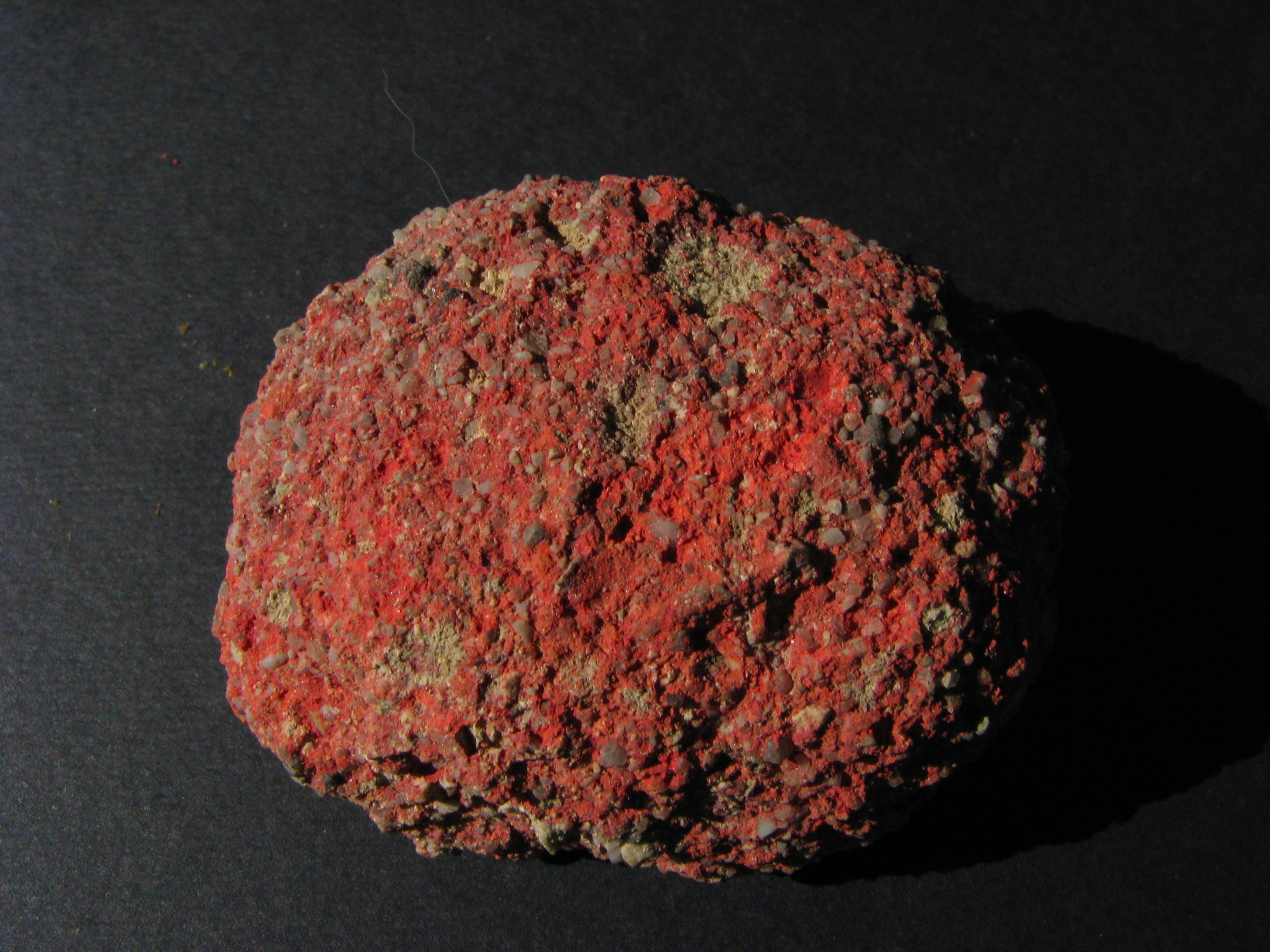
Cinabrio de la Toscana

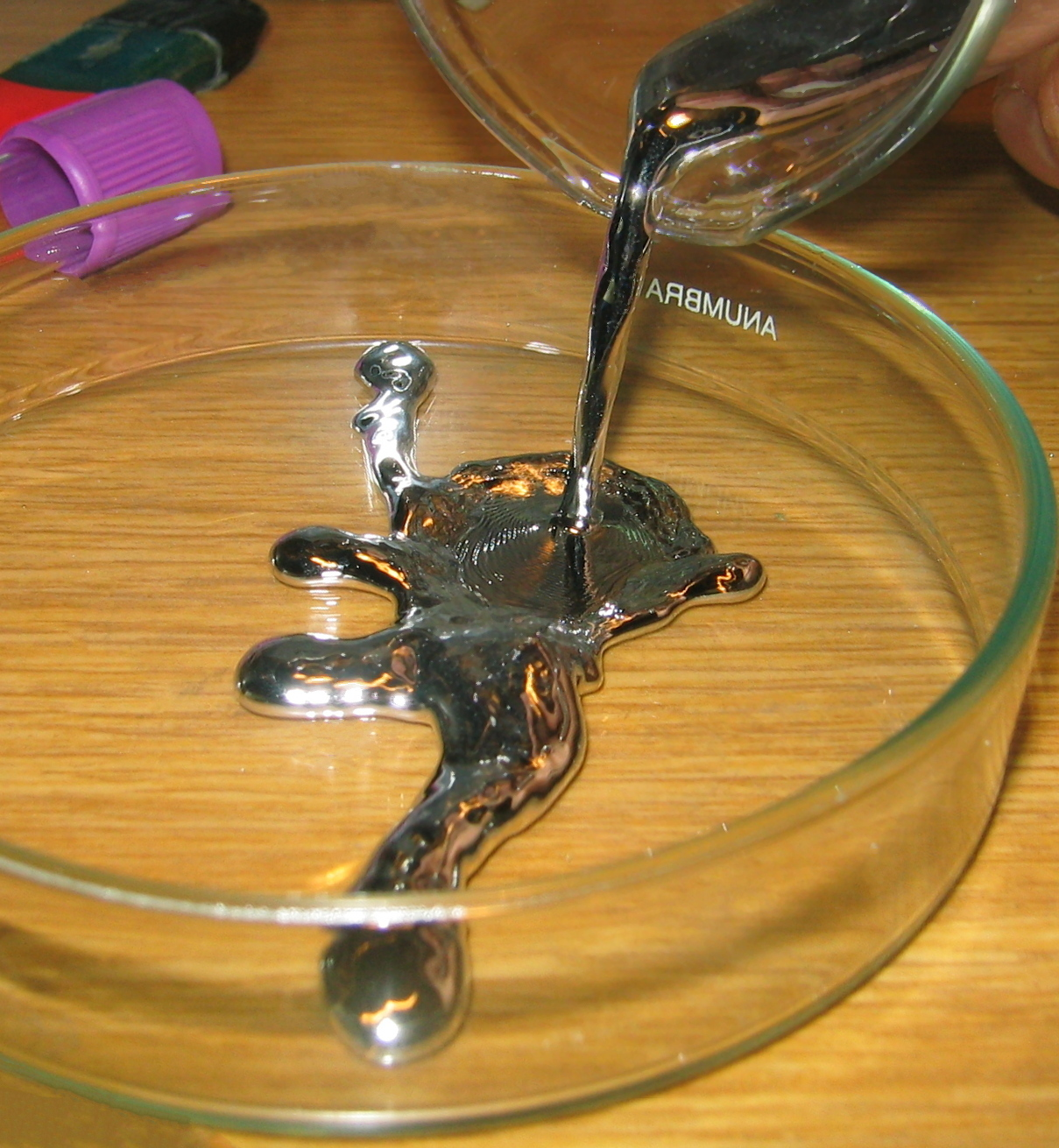
Vif-argent, Mercurio

Se encontró mercurio o vif-argent en tumbas que datan de 1800/1600 a. C.. Aunque el mercurio nativo impregna los minerales de mercurio, el elemento se encuentra principalmente en forma de mineral de sulfuro de mercurio (HgS): el cinabrio. Es el único metal líquido a temperatura ambiente, y fue ampliamente utilizado por su capacidad para disolver el oro y plata en forma de amalgamas.
En el siglo I, el griego Dioscórides describió la técnica de calcinación de una cucharada de cinabrio colocada debajo de un recipiente en el que se deposita el vapor de mercurio (De materia medica, V, 95). Dioscórides, que escribía en griego antiguo, nombraba al mercurio ὑδράργυρος, hydrárgyros En la misma época, el romano Plinio, describía la misma técnica de sublimación del mineral para obtener el hydrargyrus (derivado del griego antiguo), término que en francés se convertirá en hidrargyre y del que deriva el símbolo químico Hg, acrónimo compuesto por inicial de los dos morfemas Hydrar y Gyrus. Plinio distinguía el hydrargyrus de la forma nativa del metal que él llamaba vicem argenti, que en francés dará 'vif-argent  (Plinio, HN, XXXIII, 123. El término vif-argent se usó hasta principios del siglo XIX.

### El hierro
El hierro telúrico o hierro nativo se encontró inicialmente en pequeñas cantidades en algunas rocas terrestres y especialmente en los meteoritos (contienen también del 6 a 8% de níquel). Su extracción puede haber comenzado tan pronto como 2500 a. C., pero solo se desarrolló a partir de 1200 a. C.. La hematita (óxido de hierro) se había utilizado anteriormente en la ornamentación.

### Metaloides
El arsénico (en forma de oropimente) y el antimonio (en forma de estibina) eran conocidos y utilizados, pero no fueron aislados ni vinculados a los metales.

### El descubrimiento de nuevos metales
El primer nuevo metal en ser descubierto en Occidente fue el antimonio (un metaloide de hecho). El proceso que permitía aislarlo de la estibina al calentarlo en una olla de hierro fue descrito desde 1560 por Georgius Agricola (el nombre proviene del griego anti monos: «nunca solo»). El antimonio tuvo un papel importante en la medicina alquímica de Paracelso.
El zinc, cuyo mineral, la calamina se había utilizado desde la antigüedad para obtener, con mineral de cobre, el latón, se produce, aísla y reconoce como un metal en la India en los siglos XIII y XIV, y después por los chinos en el siglo XVI. En Europa, fue observado e identificado por Agricola y Paracelsus que lo llaman zincum.
En el siglo XVI, los españoles descubrieron el platino en el Nuevo Mundo.

## Historia del concepto de metales

### En la filosofía griega
La filosofía griega de la materia se basaba esencialmente en la teoría de los cuatro elementos (agua, aire, tierra y fuego), ilustrada en particular por Empedocles, luego retomada y completada por Platón y Aristóteles.
Platón asociaba los cuatro elementos con los cuatro poliedros regulares (los sólidos platónicos): el fuego con un tetraedro, la tierra con un cubo, el aire con un octaedro y el agua con un icosaedro. La característica de los metales era que podían fundirse y solidificarse, lo que los convertía en una variedad del elemento agua. El oro (incorruptible, es decir, inoxidable) era el más perfecto, mientras que los diferentes tipos de cobre eran imperfectos debido a los intersticios más grandes entre sus partes (de ahí su menor densidad), y a la presencia del elemento tierra que aparecía con el tiempo (oxidación en cardenillo en el lenguaje moderno). Pero la característica de fusibilidad no se limitaba a lo que ahora se llaman metales y también se aplicaba a los vidrios a las ceras y a las resinas. En esa época, no había un término griego para categorizar a los metales, la palabra metallon designaba a las minas (de oro, cobre, pero también de sal). Es con Aristóteles cuando aparece la distinción de metales (metalleuta) de otros minerales, en tanto que cuerpos «fusibles o maleables, como el hierro, el oro, el cobre». Aristóteles explicaba la formación de metales como parte de su teoría de las exhalaciones, la exhalación seca proveniente del fuego y la exhalación húmeda proveniente del agua. Los metales eran el producto de la compresión por la masa de las rocas terrestres de la exhalación húmeda, que se solidificaba sin pasar por el estadio intermedio del agua y bajo la influencia de la exhalación seca, se mezclaba con la tierra que distinguirá a los diferentes metales.

### Astrología y teoría de los metales
Probablemente fue a partir del siglo III a. C., después de las conquistas de Alejandro Magno, y bajo la influencia de la astrología caldea, cuando se estableció gradualmente la idea de la influencia de los astros en la formación de las metales. Se encuentra ya desarrollada en Proclus en el siglo VI de nuestra era: «El oro, la plata, cada uno de los metales, como cada una de las otras cosas, nacen en el suelo bajo la acción de los dioses celestes y de la efluencia desde arriba. Es cierto, al menos, que se dice que el oro pertenece al sol, la plata a la luna, el plomo a Saturno, el hierro a Marte. Estos metales se generan así desde arriba, pero se forman en la tierra, no en esos astros que envían sus efluvios.»
Esta lista es retomada y completada por el filósofo Olimpiodoro el Joven, en su comentario sobre la obra Météorologiques de Aristóteles:

Pero también debemos saber que el divino Proclus en sus comentarios sobre Timeo, hace que los metales correspondan a los siete planetas: dice Por un lado, el plomo está dedicado a Saturno debido a su naturaleza oscura y fría, por otro lado, el electro está dedicado a Júpiter, debido a la naturaleza productiva y templada de la vida de la estrella. Lo mismo vale para migma. Migma es en realidad más noble que el oro y mejor templado. El hierro está dedicado a Marte por su naturaleza cortante y afilada; oro en el sol como en lo que es una fuente de luz. Y Venus se dedica al estaño porque es translúcido y brillante, y al mismo tiempo está cerca de la Luna, así como el estaño está cerca de la plata. Y la Luna está dedicada a la plata, ya que la plata también, cuando se coloca cerca del oro, parece recibir luz de ella y se vuelve más resplandeciente, ya que la Luna está iluminada por el sol.
Mais il faut aussi savoir que le divin Proclus dans ses commentaires sur le Timée, fait correspondre les métaux aux sept planètes : il dit que d'une part le plomb est consacré à Saturne à cause de sa nature lourde sombre et froide, de l'autre l' electrum est consacré à Jupiter, à cause de la nature productive et tempérée de la vie de l'astre. De même pour le migma. Le migma est en réalité plus noble que l'or et mieux tempéré. À Mars est consacré le fer de par sa nature coupante et aiguisée ; l'or au Soleil comme à ce qui est source de lumière. Et à Vénus est consacré l'étain parce qu'il est translucide et brillant, et en même temps proche de la Lune, de même que l'étain est proche de l'argent. Et la Lune est consacrée à l'argent, puisque l'argent aussi, lorsqu'il est placé auprès de l'or, semble recevoir la lumière de celui-ci, et devenir plus resplendissant, comme la Lune est éclairée par le soleil.
Citado por Cristina Viano, La matière des choses : Le livre IV des Météorologiques d'Aristote et son interprétation par Olympiodore, Vrin, 2006, p. 168.

  A las propiedades de ductilidad y de fusibilidad enunciadas por Aristóteles, Olimpiodoro  agregó el brillo metálico.
El  electrum designaba aquí al oro blanco (aleación natural oro-plata que tiene el color del ámbar amarillo), aunque el término también designaba al ámbar en la antigüedad. El  migma probablemente era una variedad de oro blanco, que se distinguiría del elektrum por la tasa de plata o por la oposición artificial/natural.
- oro –Sol
- plata – Luna

- electrum  – Júpiter

- estaño – Venus

- hierro – Marte

- plomo – Saturno

La lista de correspondencia de Olimpiodoro el Joven se encuentra en el Marcianus (fechado en los siglos X o XI) de la colección bizantina de alquimistas griegos.
El electrum  desaparecerá más tarde de la lista y su planeta Júpiter se atribuirá al estaño y Venus, la diosa de Chipre, se atribuirá al "cobre", el metal de la isla.
Y cuando se descubra el vif-argent, ese metal extravagante, mitad sólido y mitad líquido, es devuelto directamente al andrógino Mercurio.
Esta correspondencia (dada en la tabla de la primera sección) aportó una unidad teórica a los metales, que más allá de los aspectos metalúrgicos (fusibilidad y maleabilidad), permitió desarrollar el concepto alquímico de transmutación de los metales (esa idea no aparecía no en la filosofía griega clásica). Incluso sobrevivió en la terminología de las sustancias químicas hasta la «revolución» operada por Guyton de Morveau y Lavoisier (Méthode de nomenclature chimique, en 1787).

### Lapidario astrológico
Esto daría como resultado también un «lapidario astrológico», relacionando planeta / Metal o deidad / piedra preciosa / signo del zodiaco, cuya primera mención se encontraría en el  Damigéron-Evax
- Mercurio o viva-plata noble[17] –  diamante – Géminis
- viva-plata  vulgar –  cristal de roca – Virgo
- Marte (hierro) – rubís –  Aries
- Venus (cobre) – esmeralda  –  Tauro
- Saturno (plomo) –  granate  –  Capricornio
- Luna/ Selene (plata)  –  zafiro  –  Cáncer
- Jupiter (estaño) –  topacio – Sagitario